# Hermann Klencke
Philipp Friedrich Hermann Klencke, född 16 januari 1813 i Hannover, död där 11 oktober 1881, var en tysk läkare och populärmedicinsk skriftställare.
Klencke var praktiserande läkare i sin födelsestad Hannover, sedermera i Leipzig och Braunschweig och från 1855 åter i Hannover. Bland den stora mängd populära arbeten, som Klencke utgav, översattes åtskilliga till svenska, såsom Chemisches Koch- und Wirthschaftsbuch (sjunde upplagan 1880; "Kemisk kok- och hushållsbok", andra upplagan 1860), Die Mutter als Erzieherin ihrer Töchter und Söhne (1870, femte upplagan 1881; "Modern såsom sina döttrars och söners uppfostrarinna", 1880, andra upplagan 1883), Das Weib als Gattin (1872; 16:e upplagan 1903; "Makan", 1881, fjärde upplagan 1905), Das Weib als Jungfrau (1877, femte upplagan 1897; "Jungfrun", 1882), samt Die Hausfrau (tredje upplagan 1880) och Die Naturwissenschaft im weiblichen Berufe (femte upplagan 1881), bägge dessa sammandragna i "Hushållslära. En praktisk lärobok i varukännedom, hushållets teknik, kemi och fysik" (1883), Alexander von Humboldt's Leben und Wirken, Reisen und Wissen (1851; sjunde upplagan 1875, nytt avtryck 1881; "Alexander von Humboldts lif och resor", 1879) Hans Hauslexikon der Gesundheitslehre (två band med supplement 1864-68) utkom 1891 ff. i sin åttonde upplaga. Klencke utgav även ett antal kulturhistoriska och sociala romaner, delvis under pseudonymerna Hermann von Maltitz och E. von Kalenberg.